# Wrath Unleashed
Wrath Unleashed è un gioco di strategia per PlayStation 2 e Xbox realizzato da The Collective, Inc. e pubblicato da LucasArts nel 2004. Si tratta di un gioco di strategia che assomiglia molto ad un gioco di scacchi. Infatti i personaggi si spostano su degli scenari simili ad una scacchiera, e, ogni volta che incontrano un nemico, si avvia un combattimento.

## Modalità di gioco
La storia del gioco è una guerra tra gli dèi dei quattro elementi (Acqua, Fuoco, Terra, Vento), una guerra che ha distrutto il pianeta lasciando solo alcuni asteroidi, sostenuti dai loro poteri. Nel gioco, un dio tenta di conquistare i territori di un altro dio, usando il suo esercito di creature fantastiche. Un dio vince quando distrugge l'esercito nemico e porta le sue truppe oltre gli spazi che contengono il tempio nemico.

## Personaggi
I personaggi di Wrath Unleashed si dividono in Luce (buoni) e Oscurità (cattivi), così come Ordine (intelligenza, pensiero) e Chaos (combattimento, battaglia). Ogni fazione dei personaggi ha un elemento specifico.

### Luce dell'Ordine
- Semidea dell'acqua: Aenna è la dea delle acque e del ghiaccio. Rappresenta l'illuminazione e la saggezza. Aenna è innamorata del potente dio Epothos; è in grado di teletrasportarsi, guarire le truppe e distruggere i nemici vicini. Il suo colore è il blu.
- Orco Mago: Un orco armato di spada, in grado di lanciare magie di ghiaccio.
- Drago di ghiaccio: Un drago volante che attacca con gli artigli e con il respiro di ghiaccio.
- Adepto Juggernaut: Un potente stregone in sella a una bestia simile ad un rinoceronte. L'Adepto Juggernaut è l'unica creatura ad usare incantesimi, ovviamente senza considerare Aenna.
- Elemento d'acqua: Una specie di calamaro che rappresenta l'acqua pura. Può essere evocato da Aenna o dall'Adepto Juggernaut.
- Genio: Uno spirito che obbedisce ad Aenna. Questo guerriero è in grado di volare, usare una lama di ghiaccio o di lanciare oggetti con la telecinesi.
- Gigantessa di ghiaccio: Una donna gigante che colpisce i nemici con un enorme martello.
- Unicorno d'acqua: Un cavallo con scaglie di pesce invece della pelle e delle pinne. Può teletrasportarsi e scagliare pioggia ghiacciata sui nemici.
- Centauro dell'acqua: Un uomo metà bestia, attacca i nemici con un'ascia da battaglia e con delle bombe d'acqua.

### Luce del Chaos
- Semidio del fuoco: Epothos è il dio del fuoco. Esercita il suo potere sulle fiamme e sul magma. Essendo un dio di luce, rappresenta il coraggio e la lealtà del combattimento. Egli è "fidanzato" con Aenna, la dea dell'acqua. Può teletrasportarsi, guarire le truppe e distruggere i nemici vicini. Il suo colore è il rosso.
- Gigante di fuoco: Queste bestie umanoidi enormi sono in grado di lanciare palle di magma contro i nemici.
- Drago di fuoco: Draghi volanti che attaccano con gli artigli e con l'alito ardente.
- Adepto Juggernaut: Uguale a quello di Aenna, solo che lancia incantesimi di fuoco.
- Elemento di fuoco: Simboleggia il fuoco puro. Può essere evocato da Epothos o dall'Adepto Juggernaut.
- Genio: Uguale a quello di Aenna, ma usa incantesimi di fuoco.
- Gigantessa di fuoco: Una donna gigante con delle corna di toro. Attacca i nemici con un enorme martello.
- Unicorno di fuoco: Un cavallo con delle scaglie di drago al posto della pelle ed una pinna rossa sulla testa. Può teletrasportarsi e lancia una fiamma magica contro i nemici.
- Centauro di fuoco: Una bestia metà uomo, ha un'ascia da battaglia e usa attacchi di fuoco.

### L'Ordine Oscuro
- Semidio della terra: Durlock è il dio della terra. Esercita il suo potere sulla terra e sul metallo. Attraverso la magia proibita, forgiò una creatura potentissima, il Golem di Ferro. Durlock è innamorato di Aenna. Può teletrasportarsi, guarire le truppe e distruggere i nemici vicini. Il suo colore è il verde.
- Golem di Ferro: Una bestia mostruosa in metallo e pietra, vive solo per servire Durlock.
- Arcidemone: Un pipistrello umanoide che attacca con gli artigli e colpi di terra.
- Adepto dell'incubo: Una potente maga in sella ad una bestia mostruosa. Insieme a Durlock, è l'unica creatura dell'Ordine Oscuro ad usare incantesimi.
- Elemento della terra: Un calamaro di terra e legno, può essere evocato da Durlock o dall'Adepto dell'Incubo.
- Djinn: Uno spirito mitico che serve Durlock. Usa attacchi di terra o lancia oggetti con la telecinesi.
- Spirito Armatura: Una gigante armatura animata, attacca i nemici con un'ascia gigante.
- Unicorno della terra: Un cavallo ricoperto di ferro. Si può teletrasportare e scatenare terremoti contro i nemici.
- Centauro della terra: Un uomo metà demone, attacca con un'ascia e con attacchi sismici.

### Il Chaos Oscuro
- Semidea del vento: Helamis è la dea del vento. Oltre al vento, esercita il suo potere anche sui fulmini. Lei crede che possa attirare Epothos con il suo fascino seduttivo. Helamis è in grado di teletrasportarsi, guarire le truppe e distruggere i nemici nelle vicinanze. Il suo colore è il viola.
- Ciclope: Bestia mostruosa con un occhio solo.
- Demone del Chaos: Pipistrello umanoide che attacca i nemici con i suoi artigli e le sue corna.
- Adepto dell'incubo: Uguale a quello di Durlock, solo che utilizza attacchi di vento.
- Elemento del vento: Un calamaro fatto di vento. Può essere evocato solo da Helamis o dall'Adepto dell'incubo.
- Djinn: Uguale a quello di Durlock, ma utilizza il potere del vento ed ubbidisce solo ad Helamis.
- Spirito Armatura: Un'armatura che si muove grazie alla magia del male. Attacca i nemici con un'ascia enorme.
- Unicorno del vento: Un unicorno con un'armatura viola. Può teletrasportarsi e scagliare fulmini contro i nemici.
- Centauro del vento: Un uomo mezzo demone che attacca i nemici con la sua ascia e con il potere dei fulmini.